# Fortunato Ilario Carafa della Spina
Fortunato Ilario Carafa della Spina (ur. ok. 1630 w Neapolu, zm. 16 stycznia 1697 tamże) – włoski kardynał.

## Życiorys
Urodził się około 1630 roku w Neapolu, jako syn Girolama Carafy i Diany Vettori (jego bratem był Carlo Carafa della Spina). W młodości został wikariuszem generalnym w archidiecezji Mesyna. 2 września 1686 roku został kreowany kardynałem prezbiterem i otrzymał kościół tytularny Ss. Ioannis et Pauli. 7 lipca 1687 roku został mianowany biskupem Aversy, a 5 października przyjął sakrę. W latach 1693–1694 pełnił funkcję legata w Romandioli. Zmarł 16 stycznia 1697 roku w Neapolu, z powodu apopleksji.